# Jean-Efflam Bavouzet
Jean-Efflam Bavouzet , né le 17 octobre 1962 en Bretagne à Lannion, est un pianiste français. Il joue régulièrement sous la direction de Pierre Boulez, Valeri Guerguiev, Neeme Järvi, Ingo Metzmacher, Andrew Davis, Andris Nelsons et Krzysztof Urbánski.

## Biographie
Son prénom vient du saint breton Efflamm, dont un lieu-dit à Plestin-les-Grèves, non loin de sa ville natale de Lannion, porte le nom de saint-Efflamm. Il passe toute son enfance au 8 rue Gabriel Pierné à Metz, où il effectue toute sa scolarité et étudie au conservatoire.

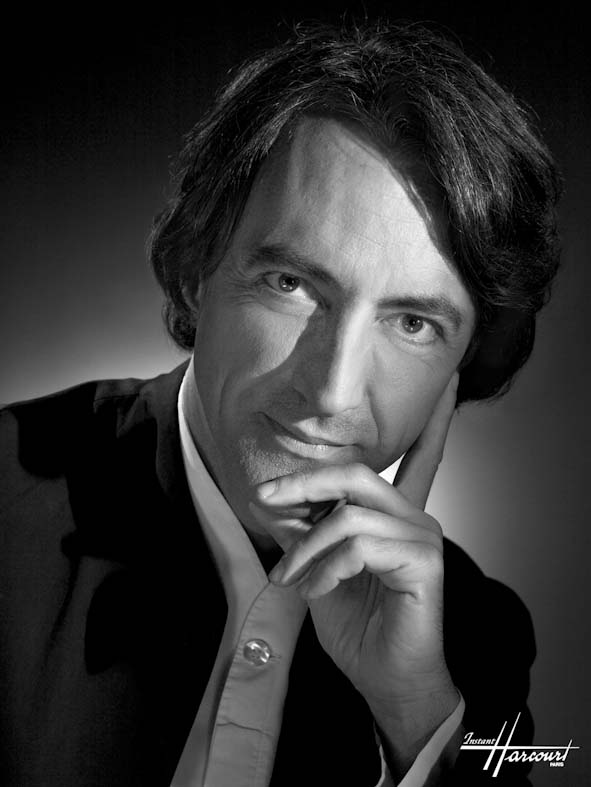
Jean-Efflam Bavouzet en 2008 (photo studio Harcourt)

Ancien élève de Pierre Sancan au Conservatoire de Paris, où il remporte le premier prix de piano, il se perfectionne ensuite avec Paul Badura-Skoda, Nikita Magaloff et György Sándor. En 1986 il remporte le premier prix du Concours international Beethoven-Tommasoni à Cologne, ainsi que les auditions du Young Concert Artists à New York, et trois ans plus tard il devient lauréat du Concours international de piano Van-Cliburn au Texas. C'est l'époque où il fait ses débuts à Washington et Paris. Il est invité par Sir Georg Solti pour faire ses débuts avec l’Orchestre de Paris en 1995. Il est considéré comme la dernière découverte du maestro avant sa mort en 1997.
En récital, Jean-Efflam Bavouzet joue régulièrement au Southbank Centre, au Wigmore Hall, à La Roque-d’Anthéron, à Piano aux Jacobins, au Concertgebouw et Muziekgebouw d’Amsterdam, au Palais des Beaux-Arts à Bruxelles et au Théâtre de la Cité interdite à Pékin où il a reçu le prix Classical Elites pour son intégrale des sonates de Beethoven. Il joue également à la Cité de la musique et à l’Opéra national de Paris.
En 2010-2011, Jean-Efflam Bavouzet fait ses débuts avec le New York Philharmonic, effectue une tournée aux États-Unis avec Daniele Gatti et l’Orchestre national de France et joue aux BBC Proms avec Vladimir Jurowski et le London Philharmonic Orchestra. En 2011-2012, Jean-Efflam Bavouzet joue de nouveau avec le Boston Symphony Orchestra, le Deutsches Symphonie-Orchester Berlin, le Philharmonia Orchestra (Vladimir Ashkenazy), le Budapest Festival Orchestra (Ivan Fischer), l’Orchestre national de Lyon (Leonard Slatkin), l’Orchestre symphonique de la radio finlandaise et le Dallas Symphony Orchestra. Il retourne également au Japon avec l'Orchestre symphonique de la NHK et l’Orchestre symphonique de Kyoto.
Il a réalisé une transcription pour deux pianos de Jeux de Debussy, qu'il a créée avec Zoltán Kocsis, et qui a été publiée chez Durand avec une préface de Pierre Boulez. Il joue régulièrement de la musique de chambre avec le violoniste Laurent Korcia.
Jean-Efflam Bavouzet est directeur artistique du festival pour piano de Lofoten en Norvège. Il enregistre en exclusivité pour Chandos et ayant une prédilection pour les grands cycles, il a notamment enregistré les intégrales de la musique pour piano de Claude Debussy, Maurice Ravel.
Jean-Efflam Bavouzet explore un large répertoire : de Haydn, Beethoven, Bartók et Prokofiev, aux compositeurs contemporains Bruno Mantovani et Jörg Widmann. Après avoir interprété le Concerto pour piano n° 1 de Bartók avec l'Orchestre national de France sous la direction de Daniele Gatti, ainsi que la Turangalîla-Symphonie de Messiaen avec Marc Albrecht et l'Orchestre philharmonique de Strasbourg, Jean-Efflam Bavouzet a joué avec l'Orchestre national de Lille, l'Orchestre symphonique de Stavanger sous la baguette de Steven Sloane, ainsi qu'avec l'Orchestre national de Taïwan. 
En mars 2009, il a exécuté les cinq concertos de Prokofiev avec la Philharmonie de Varsovie avec Antoni Wit. Il a enregistré l'intégrale pour piano seul de Debussy chez Chandos Records.
Jean-Efflam Bavouzet est un habitué du Wigmore Hall de Londres, où il a joué en mars 2010. Il a présenté une intégrale des sonates de Beethoven au Théâtre de la Cité interdite à Pékin. Bavouzet a joué également avec l'Orchestre de Cleveland et Vladimir Ashkenazy, avec l'Orchestre symphonique de Londres et Valery Gergiev, l'Orchestre philharmonique de Radio France et la Philharmonie de Bergen. Au printemps 2010, il retourne avec l'Orchestre national de Lille. En novembre 2011, Jean-Efflam Bavouzet a interprété, avec l'Orchestre de l'Opéra de Toulon, le Concerto en sol de Ravel, sous la direction de Giuliano Carella.
Le Grand Prix Antoine Livio de la Presse musicale internationale lui a été décerné en 2011.

## Discographie et récompenses
| Sortie | Compositeur              | Titre de l'album                                                          | Référence            | Récompenses |
| ------ | ------------------------ | ------------------------------------------------------------------------- | -------------------- | --- |
| 2012   | Beethoven                | Sonatas Vol.1                                                             | Chandos CHAN10720(3) | John's CD of the week Classic FM April, 11th 2012 |
| 2012   | Manuel de Falla          | "Nights in the Garden of Spain" and other stage works                     | Chandos CHAN2010694  | CD of the Month BBC Music Magazine March 2012, CD of the Week The TIMES February, 5th 2012 |
| 2011   | Haydn                    | Piano Sonatas Vol.3                                                       | Chandos CHAN10689    | Best Instrumental of the Month - BBC Music Magazine, Editor's Choice - Classic FM Magazine, Critic's Choice - Gramophone |
| 2011   | Haydn                    | Piano Sonatas Vol.2                                                       | Chandos CHAN668      | Supersonic - Pizzicato |
| 2011   | Pierné                   | Concerto                                                                  | Chandos CHAN10633    | Editor's Choice - Gramophone |
| 2010   | Bartòk                   | Concertos                                                                 | Chandos CHAN10610    | Orchestral recording of the month and Shortlist BBC Music Magazine Awards 2010, Editor's choice and Shortlist Gramophone Awards 2010, Album of the week - The Independent, International Piano 'Choice', Pianist's Choice - Pianist |
| 2010   | Ravel; Debussy; Massenet | Concertos de Ravel ; Fantaisie de Debussy ; Pièces pour Piano de Massenet | Chandos CHSA5084     | Gramophone Awards 2011 - Category Concerto, BBC Awards 2012 - Category Orchestral, Diapason d'Or - Diapason, HIFI Year Book 2011 |
| 2010   | Haydn                    | Piano Sonatas Vol.1                                                       | Chandos CHAN10586    | CHOC de l'Année 2010 - CLASSICA, CD of the Week - Sunday Times, CD of the Week - The Independant, International Piano 'Choice' |
| 2009   | Debussy                  | Complete Piano Works Vol.5                                                | Chandos CHAN10545    | Best Instrumental Recording - ICMA Award 2010, Editor's Choice - Gramophone, Shortlist Awards 2010 - Gramophone,Editor's Choice - Classic FM Magazine, Supersonic - Pizzicato                                                       |
| 2008   | Debussy                  | Complete Piano Works Vol.4                                                | Chandos CHAN10497    | Best Instrumental Recording - Gramophone Award 2009, Editor's Choice - Gramophone, Best Instrumental Recording of Standard Repertoire - International Piano Magazine                                                                |
| 2008   | Debussy                  | Complete Piano Works Vol.3                                                | Chandos CHAN10467    | Best Instrumental Recording - BBC Music Magazine Award 2009, CHOC de l'Année 2008 - Le Monde de la Musique, 10 BEST CD of 2008 - ClassicsToday.com                                                                                  |
| 2007   | Debussy                  | Complete Piano Works Vol.2                                                | Chandos CHAN10443    | Diapason d'Or 2008 - Diapason, Editor's Choice - Gramophone, sélectionné Awards 2009 - Gramophone, Instrumental CD of the Month - Classic FM Magazine, sélectionné Awards MIDEM 2009                                                |
| 2007   | Debussy                  | Complete Piano Works Vol.1                                                | Chandos CHAN10421    | CHOC - Le Monde de la Musique, Pianist's Choice - Piano Magazine, CD of the Week - Sunday Times |
| 2006   | Liszt                    | Récital                                                                   | MDG 604 1350-2       | |
| 2005   | Ravel                    | Complete Solo Works                                                       | MDG 604 1190-2       | CHOC - Le Monde de la Musique, Diapason d'Or - Diapason |
| 1995   | Chopin                   | Le cœur de Frédéric Chopin                                                | Triton               | |
| 1994   | Debussy                  | Douze Etudes Pony Canyon                                                  | Triton               | |
| 1994   | Ohana                    | Douze Etudes d'Interprétation                                             | Harmonic Records     | CHOC - Le Monde de la Musique |
| 1993   | Stockhausen              | Refrain - Zyklus - Kontakte                                               | Accord – 202742      | |
| 1993   | Schumann                 | Opus 14, Opus 15, Opus 16                                                 |                      | |
| 1991   | Haydn                    | Sonates et Fantaisie                                                      |                      | CHOC - Le Monde de la Musique |

## Distinctions
- 2011 : Grand Prix Antoine Livio de la Presse musicale internationale